# Біогеографічні регіони Європи
Біогеографічний регіон — це територія з відносно однорідними екологічними умовами та подібними характеристиками природної рослинності, тваринних угруповань та природно-кліматичних умов. Юридично визначення біогеографічного регіону не затверджено.
Поділ на біогеографічні регіони застосовується при проектуванні мережі Natura 2000 в країнах-членах ЄС та при проектуванні мережі Емеральд в інших країнах.

## Юридичний зміст
Поділ на біогеографічні регіони затверджений на рівні Європейського Союзу і закріплений у Директиві Ради 92/43/ЄЕС від 21 травня 1992 року про охорону природних середовищ існування та дикої флори і фауни (Directive 92/43/EEC of 21 May 1992 on the conservation of natural habitats and of wild fauna and flora). Спрощено її називають «Оселищна директива» і є динамічною схемою, що поступово видозмінюється в ході обговорення на зустрічах тематичних груп Бернської конвенції.
Основою для підготовки мапи біогеографічних регіонів була цифрова версія «Мапи природної рослинності країн-членів Європейського співтовариства та Ради Європи» (The Indicative Map of European Biogeographical Regions: Methodology and development. ETC/BD, Paris, February 2006).

## Історія формування
Індикативна карта європейських біогеографічних регіонів була розроблена з метою на практиці визначення біогеографічних регіонів, зазначених у статті 1 с) (iii) Директиви Ради 92/43 / ЄЕС від 21 травня 1992 року про охорону природних середовищ існування та дикої фауни і флора.
Стаття 1, в якій спочатку були визначені п'ять біогеографічних регіонів (Альпійський, Атлантичний, Континентальний, Середземноморський та Макаронезійський), була адаптована приєднанням нових держав-членів ЄС, і наразі включає ще два біогеографічні регіони (Бореальний та Паннонський).
Стаття 4.2 Директиви 92/43 / ЄЕС посилається на біогеографічні регіони як географічну основу для створення проекту списку об'єктів, що мають значення для спільноти, зі списків держав-членів з метою створення екологічної мережі Natura2000.
Паралельно Резолюція Бернської конвенції № 16 (1989 р.) Передбачає, що Договірні Сторони вживають заходів щодо визначення територій, що представляють особливий інтерес щодо охорони (АРСІ). Ця рекомендація була реалізована Постановою Постійного комітету № 3 (1996), яка створила Смарагдову мережу.
У 1998 р. В Резолюції № 5, що стосується правил для Смарагдової мережі, було чітко визначено, що є потреба розширити карту біогеографічних регіонів на загальноєвропейський географічний простір. Це стало поштовхом для роботи над формуванням та вдосконаленням карти.

## Принципи
За відсутності чіткого визначення біогеографічних регіонів, згаданих у тексті Директиви 92/43 / ЄЕС, — Наукова робоча група (РГЗ) Директиви погодила такі принципи створення біогеографічних регіонів.
Карта:
• Тільки регіони, пов'язані з термінами, зазначеними у ст. 1 c (iii), мають бути нанесені на карту; як наслідок, ніякі «підкласи» не вважаються такими як субконтинентальний, субальпійський, гемі-бореальний тощо.
• Процедура картографування базується на інтерпретації цифрової версії «Карти природної рослинності країн-членів Європейського співтовариства та Ради Європи»
• Кінцева карта повинна використовуватися лише в невеликому масштабі (± 1/10 мільйонів або менше), тому природну рослинність карту (масштаб 1:3 000 000) довелося зібрати та узагальнити.
Розмежування карти біогеографічних регіонів, розпочате з перекласифікації карткових одиниць Карти природної рослинності, які були виділені до біогеографічних регіонів, як показано в таблиці 1. Рослинність, яку неможливо віднести до одного конкретного біогеографічного регіону, була перекласифікована, як «Азонал» і включений до сусіднього біогеографічного регіону.

## Хронологія ревізування карти

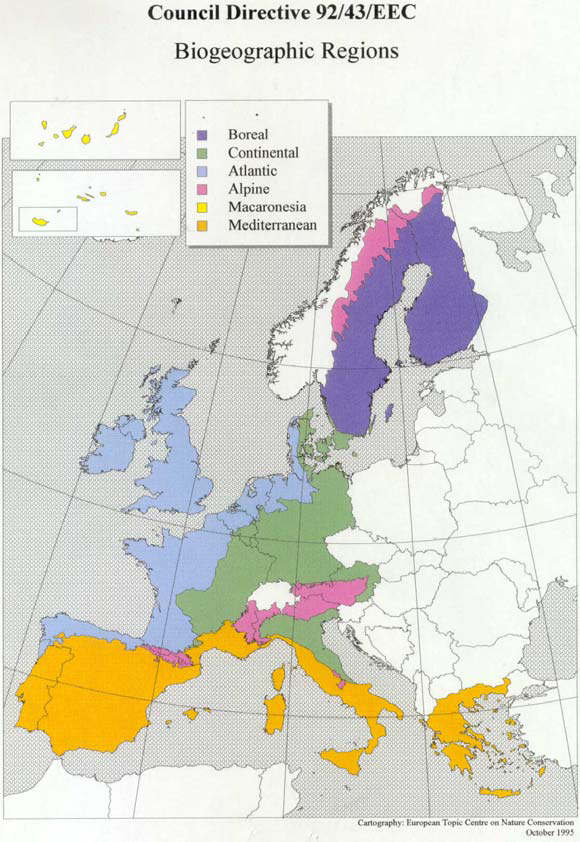
Біогеографічні регіони Європи (1995)

### 1995—1997
1 січня 1995 р. Австрія, Фінляндія та Швеція приєдналися до Європейського Союзу. Як наслідок, Рада вирішила додати «Бореальний» біогеографічний регіон у схему. 1 c (iii) Директиви Ради 92/43 / ЄЕС (ОВ L1, 1/1/95, стор. 135).
До 1997 року група експертів Смарагдової мережі обговорила можливе поширення карти біогеографічних регіонів на загальноєвропейський простір. На жаль, жодної загальноєвропейської карти природної рослинності на той момент не існувало в цифровому форматі. Було доступне лише паперове видання узагальненої версії «Мапи природної рослинності Європи» у масштабі 1:10 000 000. Ця карта була інтерпретована за тією ж методологією, що описана для «Карта природної рослинності країн-членів Європейського Співтовариства та Ради Європи», але межі відображення карт були перенесені вручну. Таким чином, деякі межі були досить показовими.

### 1997—2000

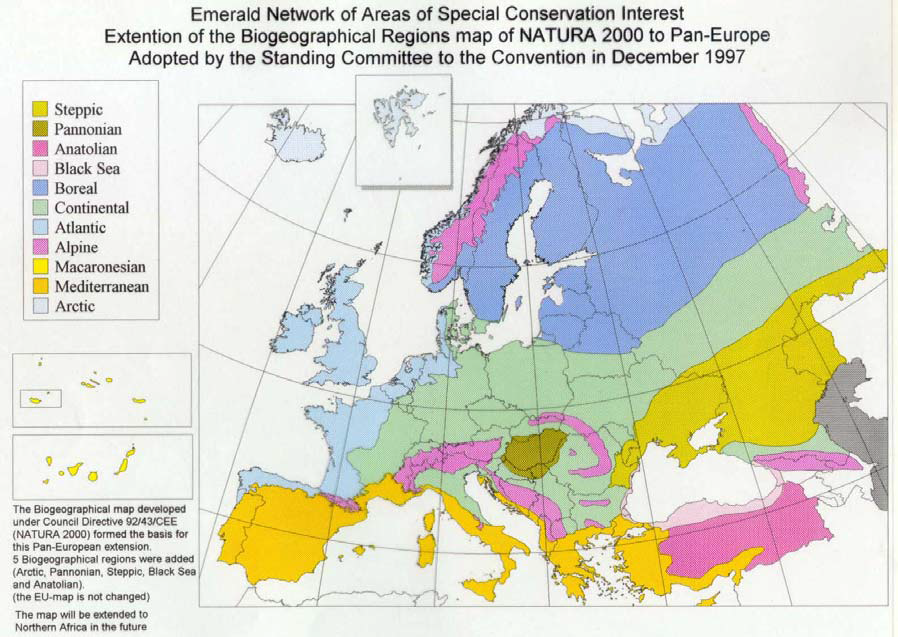
Біогеографічні регіони Європи (1997)

Щоб охопити всю територію, було додано п'ять біогеографічних регіонів: Анатолійський, Арктичний, Причорноморський, Паннонський та Степовий.
Загальноєвропейська карта природної рослинності охоплює лише невелику частину Туреччини. Як наслідок, межі для біогеографічних регіонів були накреслені за допомогою паперової версії карти природної рослинності країн-членів Європейського співтовариства та Ради Європи.

### 2000—2001

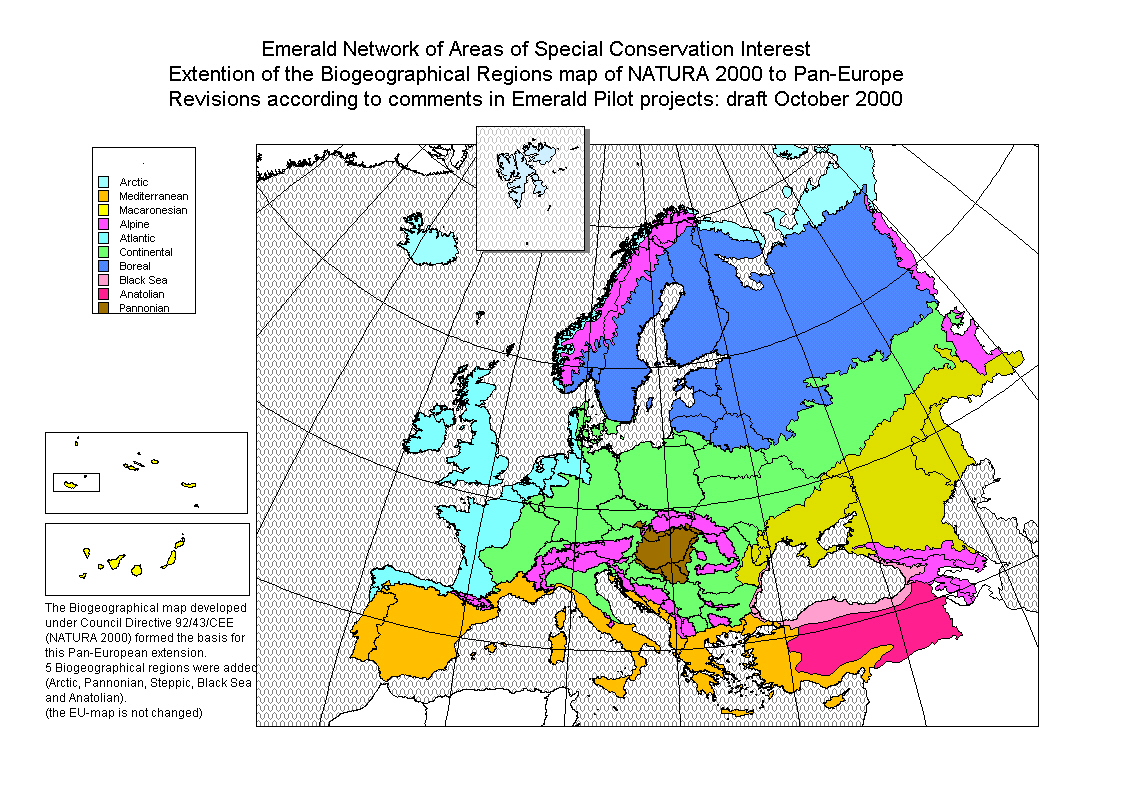
Біогеографічні регіони Європи (2000)

Перегляди карти 1997 року обговорювались експертами країни, і було досягнуто домовленостей під час семінарів пілотного проекту «Смарагдової мережі» у кожній країні. Нова версія була представлена на зустрічі експертів Emerald у вересні 2000 року (рис. 5) T-PVS (2000) 53. Ця версія не містила виправлень для Туреччини, яка лише частково охоплена природно-рослинною картою Європи.

### 2001—2006

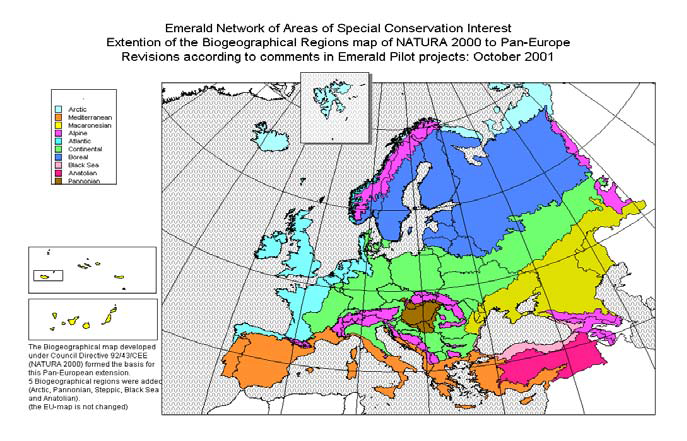
Біогеографічні регіони Європи (2001)

Для Туреччини перегляд було здійснено за допомогою цифрової версії карти природної рослинності країн-членів Європейського співтовариства та Ради Європи.
Переглянута карта відповідно була представлена Постійному комітету Бернської конвенції на її 21-му засіданні в Страсбурзі (26—30 листопада 2001 р.) та прийнято як остаточну версію карти біогеографічних регіонів для загальноєвропейського простору.
На своєму засіданні у березні 2002 року Комітет з питань існування прийняв цю нову версію біогеографічної карти.

### Поточне трактування мапи

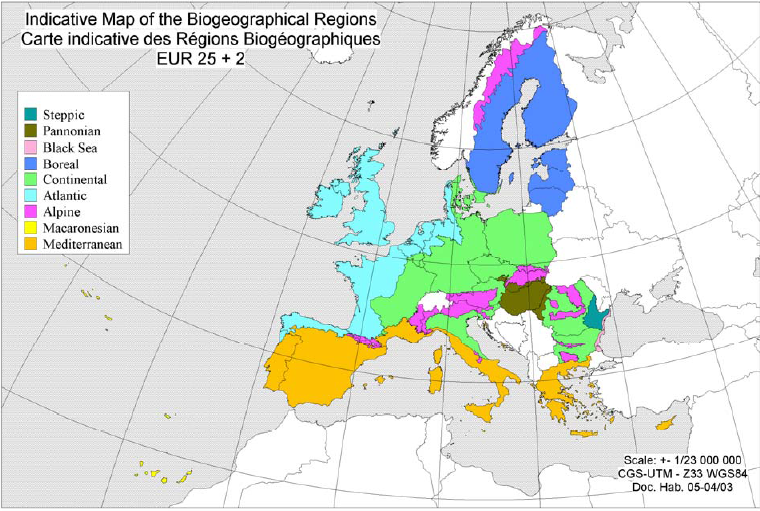
Біогеографічні регіони Європи (2006) — поточна версія

На прохання Чехії, Литви, Словаччини та декількох інших країн, що не є членами ЄС, Група експертів для створення Смарагдової мережі рекомендувала внести зміни до Загальноєвропейської карти біогеографічних регіонів 2001 року. Їх рекомендації щодо зміни кордону між Паннонським та Континентальним регіонами в Чехії, зміни кордону між Паннонським та Альпійським регіонами в Словаччині, а також розміщення всієї території Литви в Бореальному регіоні були прийняті 23-м засіданням Постійного комітету Бернської конвенції (1—4 грудня 2003 р.).
Цю версію карти було прийнято Комітетом Оселищної директиви на її засіданні у квітні 2005 року.

## Біогеографічне районування України
Територія України розподіляється між континентальним біогеографічним регіоном (приблизно збігається з Поліською та Лісостеповою кліматичними зонами), степовим (збігається зі Степовою кліматичною зоною та зоною субтропіків у Гірському Криму), альпійським (Українські Карпати) та паннонським біогеографічним регіоном, до якого входить рівнинна частина Закарпатської області.
На території України не був виділений окремо Чорноморський біогеографічний регіон, тому прибережна зона Чорного моря в Україні, а також весь Крим на даний час входять до складу Степового біогеографічного регіону.